# جاستین و شوالیه‌های دلیر
جاستین و شوالیه‌های دلیر (به انگلیسی: Justin and the Knights of Valour) نام پویانمایی محصول سال ۲۰۱۳ کشور اسپانیا می‌باشد که به کارگردانی مانوئل سیسیلیا (به انگلیسی: Manuel Sicilia) ساخته شده است.

## موضوع فیلم
داستان پویانمایی درباره پسر جوانی به نام جاستین است که در روستایی قانون‌مند همراه با شوالیه‌های دلیر زندگی می‌کند و آرزو دارد تا در آینده او نیز همانند پدربزرگش تبدیل به یک شوالیه ی جسور شود اما…